# Antoni García Porta
Antoni García Porta (Barcelona, 1954), conegut com a A.G.Porta, és un escriptor català d'expressió castellana. El 1984 obté el premi Ámbito Literario de Narrativa amb la novel·la Consejos de un discípulo de Morrison a un fanático de Joyce, escrita conjuntament amb Roberto Bolaño. Escriptor tant de contes com de novel·les, més recentment han estat publicades Braudel por Braudel (1999) i El peso el aire (2001), novel·les que han rebut grans elogis de la crítica. Les seves últimes obres són Singapur i Concierto del No Mundo. L'obra d'Antoni García Porta s'allunya de les normes i tendències del mercat oferint al lector una lectura plena de subtileses i suggeriments. Porta exerceix d'arquitecte i escriptor a la vegada, perquè les seves obres esdevenen autèntiques construccions on tots els elements encaixen a la perfecció.